# Anastrepha fraterculus
Anastrepha fraterculus is een vliegensoort uit de familie van de boorvliegen (Tephritidae). De wetenschappelijke naam van de soort is voor het eerst geldig gepubliceerd in 1830 door Wiedemann. Verschillende populaties van deze soort kennen flinke genetische verschillen, waardoor gesuggereerd is dat hier mogelijk sprake is van een complex van meerdere soorten.
Het vrouwtje legt de eitjes onder de huid van de vrucht van de waardplant, vooral planten uit de mirtefamilie (Myrtaceae), in het bijzonder guave (Psidium guajava), maar ook andere fruitbomen. Na 3 tot 6 dagen sluipen de wittige larfjes uit en eten van het vruchtvlees. Afhankelijk van de temperatuur leven de larfjes 15 tot 25 dagen. Ze bereiken daarbij een lengte van 12 millimeter. Het popstadium duurt weer 15 tot 19 dagen. De poppen leven onder de grond in de nabijheid van de waardplant. Volwassen dieren vliegen gedurende het gehele jaar, de soort kent geen diapauze. Ze zijn op uiterlijke kenmerken vrijwel niet te onderscheiden van Anastrepha obliqua. De lengte van de vleugels is 5 tot 7 mm.
De soort komt voor van het Neotropisch gebied tot het zuiden van de Verenigde Staten.